# رامي جمال
رامي جمال عبد الوهاب الفقي (مواليد 25 يوليو 1984 –) وهو مغني وملحن مصري، بدأ مسيرته الغنائية عام 2011 وأصدر ٩ البومات بالإضافة للعديد من الأغاني المنفردة. حاز على جائزة الميما العالمية 2013 كأفضل مغني شاب في الشرق الأوسط.

## حياته
ولد رامي جمال في يوم الخامس والعشرين من شهر يوليو في عام 1984 في مدينة المنصورة، بمحافظة الدقهلية لأب من محافظة الشرقية وأم من القاهرة، درس وتخرج من كلية التربية الموسيقية جامعة حلوان، متزوج من الفنانة المعتزلة ناريمان في 12 أكتوبر 2014. اصيب رامي جمال بالبهاق في عام 2019.

## المسيرة الفنية
بدأ مشواره الفني كملحن حيث لحن أغنية فيلم “الفرح” للمغني احمد فوزي ولحن أيضاً “فين لياليك” للفنان “فضل شاكر” والتي كانت سبب شهرته. شارك بألحانه لكثير من الفنانين والنجوم في الوطن العربي حتى عام 2011م الذي بدأ فيه مشواره الفني الحقيقي حيث أصدر أول ألبوم غنائي له وهو ألبوم ” ماليش دعوة بحد”.

## جوائز
- 2013 - جائزة أفضل مطرب شاب وأفضل أغنية منفردة من مهرجان جوائز مجلة دير جست.[6]
- 2020 - جائزة أفضل فنان شامل من مهرجان نجم العرب.[7]
- 2020 - جائزة أفضل البوم «انا لوحدي» مقدمة من مجلة وشوشة الإعلامية.[8]

## أعماله الفنية

### الألبومات
| تاريخ الألبوم | عنوانه        | الملحن أو المنتج       |
| ------------- | ------------- | ---------------------- |
| 2011          | مليش دعوة بحد | مزيكا                  |
| 2013          | فترة مش سهلة  | النيل للإنتاج الموسيفي |
| 2016          | ملناش الا بعض | نجوم ريكوردز           |
| 2018          | ليالينا       | نجوم ريكوردز           |
| 2020          | انا لوحدي     | نجوم ريكوردز           |
| 2021          | ولسه          | نجوم ريكوردز           |
| 2022          | يستاهل بوستين | نجوم ريكوردز           |
| 2024          | خليني اشوفك   | RG Music Productions   |
| 2025          | محسبتهاش      | RG Music Productons    |

### ألحان
- محمد حماقى:

1. خلص الكلام
2. مش كنت تتكلم
3. طمنونى عينيك
4. ليه يا حبيبى
5. وقت قريب
6. يا ريت
7. بحبك كل يوم أكتر
8. هانت
9. مش معقول
10. لسه بتخاف
11. كان مالى
12. في حضن عينيك
13. بتدارى

- محمد فؤاد:

1. بسهوله كده
2. خبينى
3. قلبنا على بعضنا (من مسلسل أغلى من حياتى)

- تامر عاشور:

1. هاجى على نفسى
2. ما بتهزش

- شيرين عبد الوهاب:

1. أنا مش بتاعه الكلام ده
2. لو لسه باقى

- آمال ماهر:

1. مكانك
2. مش همنعك

- فضل شاكر:

1. فين لياليك

- تامر حسنى:

1. دايب
2. 180 درجه

- هشام عباس:

1. بوعدك

- أنغام:

1. ده اللى عندى
2. اتجاه واحد

- بهاء سلطان:

1. أنا مصمم

- هيفاء وهبى:

1. أنت تانى

- حسين الجسمى:

1. عايز تمشى

- فرقه واما:

1. يا ريتك معايا
2. اسكت متقوليش

- فيروز أركان:

1. ما تستغربش

- محمد نور:

1. يرضيك كده تسيبنى
2. سهران
3. حياتى
4. شوق لياليك
5. كان من بدرى
6. تسلملى عينيك
7. طول غيابك
8. أتعودت
9. عادى
10. طمنت قلبى
11. الموضوع وما فيه

- مصطفى قمر:

1. بسلم عليك
2. كفايه
3. مش عوايدك
4. كلام عينيك
5. على أي أساس
6. باين (من مسلسل منتهى العشق)

- نوال الزغبى:

1. لو كان
2. بالدقيقة والثوانى
3. معرفش ليه

- مى سليم:

1. سيبه
2. احلوت الأيام
3. لينا كلام بعدين
4. مين اللى قالك
5. سلامات
6. كنت ماشيه
7. لو ترضهالى

- رامى عياش:

1. الحق معادك

- حسام حبيب:

1. شريط حياتى (من فيلم السفاح)

- ياسمين نيازى:

1. بقالك مده

- سامو زين:

1. بحلم بيك
2. مالكش دعوه بيا
3. قلبى وحياتى
4. بتمثل على مين
5. الكلام عليك

- يارا:

1. حسك عينك

- هيثم شاكر:

1. متشغلش بالك بيا
2. أشهد مين

- احمد فهمى:

1. دايما واحشنى
2. اللى مصبرنى عليك
3. ياللى غايب
4. قبل ما تفكر

- شذى ممدوح:

1. طول ليلى
2. حكايه منسيه
3. شفت كتير

- إيساف:

1. عرفت الحق

- كريم أبو زيد

1. اللى بحس بيه
2. طلع لا طيب ولا حاجه

- حاتم فهمى

1. أكتر من وقتك

- محمد عطيه

1. مفيش واحده

- صوفيا المريخ

1. اسألنى أنا

- وليد سماره

1. فاتت سنه
2. أنساك
3. حبك منى واخدنى
4. حياتى معاك
5. صعبه الحياه
6. مش عايز أحلم

- ساندى

1. لسه صغيره
2. خربت مالطه

- أحمد العطار

1. كل يوم جديد

- هيثم سعيد

1. علشان خاطرها

- جليله

1. كان الحنين
2. العمر كله
3. لعينيك (كلمات والحان)
4. ده واحشنى
5. هي هي
6. شاورلى

- هويدا

1. مش حرام عليك
2. بكون معاك
3. كلمه واحده

- أروى

1. مخبى عليا

- كاميليا

1. لما بشوفك
2. ومين فينا

- إنجى أمير رزق

1. بنظره

- سعيد فارس

1. فارق يا غالى
2. كل البشر

- إسلام

1. يا عايش
2. بحبك من وأنا صغير

- أحمد فوزى

1. وأنا جنبك

- مريهان حسين

1. سيباهاله

- ناريمان

1. مع نفسك
2. مبقاش في حاجه
3. مفيش فايده فيك (كلمات وألحان)

- نضال

1. أيام

- رشيدى

1. من يوم فراقنا
2. هي قالت
3. لقيت نفسى
4. هشيل قلبى

- سعدى

1. ناسينى
2. حبيتك

- صابر الرباعى

1. كلام في سرك

- جنات

1. دموع وبكيت

من البوم انا في انتظارك 2020

### غناء والحان
1. بحبك يا بلادي
2. يا رب
3. تعرف
4. الغيبة طالت
5. بحبك ليه
6. قلت هنسى (كلمات وألحان)
7. فاكرنى هنسى (كلمات وألحان)
8. سألت عليك (كلمات وألحان)
9. عنى بعيد (كلمات وألحان)
10. معاك (كلمات وألحان)
11. مكانليش
12. ليه ما بتتنسيش
13. البعاد هيفرق إيه
14. صدفه
15. مش خلاص
16. جرى إيه
17. جيت أشوفك
18. مهما تغيب
19. ما تقولش
20. معمول حسابه
21. زمان
22. ما بقتش أنا
23. سنين مش حفتكرها
24. كلنا بننسى
25. اتفضل امشى
26. بلد الحب
27. لو مره ضاقت بيك
28. كلنا بننسى
29. إلا دى
30. مفيش منها

### أغاني منفردة
1. يا بلادى
2. يا رب
3. تعرف
4. الغيبة طالت
5. بحبك ليه
6. قلت هنسى
7. فاكرنى هنسي
8. سألت عليك
9. عنى بعيد
10. معاك
11. مكانليش
12. ليه ما بتتنسيش
13. فاللي بحس بيه
14. كان الحنين
15. لو كان
16. هستناك على ايه
17. مش خلاص
18. فاتت سنة
19. شوفت كتير
20. البعاد هيفرق إيه
21. صدفه
22. مش خلاص
23. جرى إيه
24. جيت أشوفك
25. مهما تغيب
26. ما تقولش
27. معمول حسابه
28. زمان
29. ما بقتش أنا
30. سنين مش حفتكرها
31. بكون معاه
32. يوم فراقك
33. هواك
34. علي حالي
35. بحلم بيك
36. كلنا بننسى
37. البعاد هيفرق ايه
38. بلدالحب
39. لو مره ضاقت بيك
40. حبك مني واخدني
41. كلنا بننسى
42. دايما بخير
43. واقفة جنبي
44. افهمي
45. البرد
46. بتتجاوز

- ألبوم شخبطة عالحيط (2015)

1. الوصية
2. بحبك بشكل مختلف
3. أنا معذور

## وصلات خارجية
- رامي جمال على موقع IMDb (الإنجليزية)
- رامي جمال على موقع الدهليز
- رامي جمال على موقع قاعدة بيانات الأفلام العربية
- رامي جمال على موقع ميوزك برينز (الإنجليزية)
- رامي جمال على موقع ديسكوغز (الإنجليزية)